# Bathygadus cottoides
Bathygadus cottoides is een straalvinnige vissensoort uit de familie van rattenstaarten (Macrouridae). De wetenschappelijke naam van de soort is voor het eerst geldig gepubliceerd in 1878 door Albert Günther.
De soort werd ontdekt tijdens de Challenger-expeditie, in de diepzee tussen Nieuw-Zeeland en de Kermadeceilanden. 